# El Súchil
El Súchil es una localidad mexicana perteneciente al municipio de Técpan de Galeana en el estado de Guerrero. La población es separada de la ciudad cabecera Técpan de Galeana por el río Técpan y se encuentra sobre la Carretera Federal 200 que comunica en el estado a la ciudad de Acapulco con Zihuatanejo.
Según el II Conteo de Población y Vivienda, censo efectuado por el Instituto Nacional de Estadística y Geografía (INEGI) en 2005, la población de El Súchil tenía hasta ese año un total de 5,449 habitantes, de los cuales, 2,622 hombres y 2,827 son mujeres.
Se localiza en las coordenadas geográficas 17°13′27″N 100°38′25″O / 17.22417, -100.64028 a una altitud de 50 m s. n. m..
Súchil proviene de la forma castellanizada del término náhuatl Xóchitl que significa flor.
Gentilicio: Chuchaleños

## Escuelas
Preescolar
- Jardín de Niños "Josefina Ramos del Río"
- Jardín de Niños "Rosaura Zapata"
- Jardín de Niños "Anton Makarenko"

Primaria
- Escuela Primaria "Pablo Galeana"
- Escuela Primaria "Cuitlahuac"
- Escuela Primaria "Nicolas Bravo"

Secundaria
- Escuela Secundaria Técnica "Luis Donaldo Colosio"

Academia
- Academia de Inglés "Inter-Lang"